# Церква Святого Великомученика Юрія Переможця (Бистриця)
Церква Святого Великомученика Юрія Переможця — дерев'яна гуцульська церква Делятинського благочиння Коломийської єпархії Православної церкви України в с. Бистриця Івано-Франківської області, пам'ятка архітектури національного значення.   

## Історія
Церкву почали будувати в 1922 році на місці попередньої та завершили в 14 жовтня 1924 року. Опікувувався будівництвом надлісничий Романа Юркевича, а будували Дмитро Косюк, Тонко Югас, Палко Васильківський та Василь Марчук (керівник будівництва). У 1942 році з карпатського кедра розпочато виготовлення іконостасу (майстер Іван Слижук за діяльність  в ОУН-УПА у березні 1943 року був вбитий угорським патрулем), завершив іконостас (верхню частину) в 1943-1944 роках майстер Василь Фіздалюк. У радянський період церква  охоронялась як пам'ятка архітектури Української РСР (№ 1183). В 1970 році традиційне покриття з гонту було замінене на бляшане.  Використовується громадою Православної церкви України (в 1989 році вийшла з підпорядкування УПЦ МП). В храмі з 2012 року служить о. Михайло Герилюк.

## Настоятелі церкви:
о. Воєвудка, 
о. Ганкевич, 
о. Решитилович 
о. Левицький, 
о. Омелян Ковальський (до 1967 р.), 
о. Волянський (1967 р. був репресований), 
о. Іван Мисечко (10 вересня 1967 року -  1 жовтня 1968 року), 
о. Василь Мисечко (23 квітня 1969 року - 1978 р.), 
о. Мирослав Яворський, 
о. Ковальський, 
о. Іван Одуд, 
о. Киселевський, 
о. Степан Волочій, 
о. Юрій Пецюк (1986 - 2013), 
о. Михайло Герилюк з 2013 р..

## Архітектура
Церква хрещата в плані, однобанна, побудована з смерекових брусів. До вівтаря прибудовано ризниці. Опасання розташоване на вінцях зрубів навколо церкви. Над квадратним зрубом нави розташована восьмигранна основа шатрової бані. Вершини двоскатних дахів бокових зрубів розтаровані на рівні основи восьмигранної частини нави. Церква перекрита карбованою алюмінієвою бляхою (опасання, стіни і дахи над опасанням). Стіни під опасанням оббиті фальшбрусом. Інтер'єр церкви розписаний.